# Gorny (Saratow, Krasnopartisanski)
Gorny (russisch Горный) ist eine Siedlung städtischen Typs in der russischen Oblast Saratow mit 5084 Einwohnern (Stand 14. Oktober 2010).

## Geographie
Gorny liegt nahe der mittleren Wolga in der Nähe der Städte Saratow und Engels im Südosten der Osteuropäischen Ebene.

## Geschichte
Der Ort wurde 1931 im Zuge des beginnenden Schieferabbaus gegründet und erhielt 1934 den Status einer Siedlung städtischen Typs. Heute ist er Verwaltungszentrum des Rajons Krasnopartisanski.
Bekannt wurde die Ortschaft zuerst als Lagerstätte für chemische Waffen und ab Dezember 2002 als Vernichtungsstätte derselben. Im Jahr 2000 lagerten in der Nähe von Gorny etwa 690 Tonnen chemische Waffen (darunter Lewisit). Bis 2005 wurden alle in Gorny lagernden chemischen Kampfstoffe vernichtet.

### Bevölkerungsentwicklung
| Jahr | Einwohner |
| ---- | --------- |
| 1939 | 5598      |
| 1959 | 7174      |
| 1970 | 6238      |
| 1979 | 5713      |
| 1989 | 6578      |
| 2002 | 7098      |
| 2010 | 5084      |

Anmerkung: Volkszählungsdaten